# Рудник Тауер-Гілл
Рудник Тауер-Гілл — колишній гірничодобувний майданчик на заході Австралії, на південно-західній околиці міста Леонора та лише за пару кілометрів на північ від великого рудника Гвалія.
Розробка покладів золота на місці сучасної копальні Таур-Гілл почалась ще в 1897 році, проте велась в обмежених масштабах та епізодично (основні роботи цього етапу припали на 1905—1911 роки). Роботи велись за допомогою малих кар'єрів та шахт на глибині до 66 метрів. Вже у наші часи з 1979 по 1982 роки на Тауер-Гілл здійснювала діяльність старательска артіль.
В 1982-му права на Тауер-Гілл придбала компанія Forrest Gold Pty Ltd (дочірня структура CRA Conzinc Riotinto of Australia, CRA), що почала видобуток в 1983-му, а в 1984-му ввела в дію належну до копальні фабрику з вилучення золота.
У 1987-му CRA продала Тауер-Гілл компанії Austwhim Resources NL, а з 1989-го черговим власником рудника стала Dominion Mining Ltd (є відомості, що на фабрику Тауер-Гілл планували доправляти для переробки продукцію належної Dominion Mining золотої копальні Баннокберн, яка почала роботу в 1991 році). Активна розробка  тривала до 1992 року.
Далі власником Тауер-Гілл стала компанія Plutonic Resources, а в 1995-му рудник придбала компанія Sons of Gwalia (що вела розробку згаданої вище копальні Гвалія).
У 2003-му розробка припинилась, при цьому накопичений видобуток за всю історію існування копальні досягнув 6,8 тонни золота.
Станом на середину 2020-х права на Тауер-гілл належали компанії Genesis Minerals Limited, яка анонсувала на 2025/2026 рік запуск тут рудника, що мав працювати з запасами у 9,7 млн тонн руди, що містить 17 тонн золота (плюс ресурси у понад 20 млн тонн руди). Проект передбачає відправку руди як на переробні потужності рудника Гвалія, так і на розташовану за чотири десятки кілометрів фабрику з вилучення золота рудника Маунт-Морган.